# Bithlo
Bithlo ist ein census-designated place (CDP) im Orange County im US-Bundesstaat Florida. Das U.S. Census Bureau hat bei der Volkszählung 2020 eine Einwohnerzahl von 9.848 ermittelt.

## Geographie
Bithlo liegt etwa 20 km östlich von Orlando. Der CDP wird von der Florida State Road 50 durchquert. Im Süden tangiert der Econlockhatchee River den Ort.

## Demographische Daten
Laut der Volkszählung 2010 verteilten sich die damaligen 8268 Einwohner auf 3193 Haushalte. Die Bevölkerungsdichte lag bei 299,6 Einw./km². 80,8 % der Bevölkerung bezeichneten sich als Weiße, 7,2 % als Afroamerikaner, 0,6 % als Indianer und 3,6 % als Asian Americans. 4,2 % gaben die Angehörigkeit zu einer anderen Ethnie und 3,5 % zu mehreren Ethnien an. 21,8 % der Bevölkerung bestand aus Hispanics oder Latinos.
Im Jahr 2010 lebten in 43,4 % aller Haushalte Kinder unter 18 Jahren sowie 18,3 % aller Haushalte Personen mit mindestens 65 Jahren. 75,0 % der Haushalte waren Familienhaushalte (bestehend aus verheirateten Paaren mit oder ohne Nachkommen bzw. einem Elternteil mit Nachkomme). Die durchschnittliche Größe eines Haushalts lag bei 2,96 Personen und die durchschnittliche Familiengröße bei 3,31 Personen.
29,7 % der Bevölkerung waren jünger als 20 Jahre, 27,7 % waren 20 bis 39 Jahre alt, 29,9 % waren 40 bis 59 Jahre alt und 12,7 % waren mindestens 60 Jahre alt. Das mittlere Alter betrug 36 Jahre. 50,7 % der Bevölkerung waren männlich und 49,3 % weiblich.
Das durchschnittliche Jahreseinkommen lag bei 54.178 $, dabei lebten 19,3 % der Bevölkerung unter der Armutsgrenze.
Im Jahr 2000 war Englisch die Muttersprache von 92,66 % der Bevölkerung und Spanisch sprachen 7,34 %.